# Roholla Iqbalzadeh
Roholla Iqbalzadeh (* 2. November 1994) ist ein norwegisch-afghanischer Fußballspieler, der derzeit beim norwegischen Verein Kattem IL spielt.

## Karriere

### Vereinskarriere
Seine Karriere begann bei Mosjøen IL. Zur Saison 2011 wechselte er zum norwegischen Spitzenklub Rosenborg Trondheim, wo er auch in der dritten und zweiten Mannschaft zum Einsatz kam. Als 18-Jähriger wechselte er zum FK Bodø/Glimt. Neben drei Spielen (3 Tore) bei der U-19 kam er 21-mal in der vierten Liga zum Einsatz. Über die Stationen Sverresborg IF und Rødde FK kam er zur Saison 2015 zum Byåsen IL. Hier spielt er sowohl in der ersten als auch in der zweiten Mannschaft. Nach der Saison 2017 wechselte er für eine Spielzeit zu Kolstad IL. Seit 2019 steht er beim unterklassigen Verein Kattem IL unter Vertrag.

### Nationalmannschaft
Mit der U-23-Nationalmannschaft Afghanistans nahm er am Fußballturnier der Asienspiele 2014 teil. Er kam dabei in allen drei Gruppenspielen gegen Bangladesch (0:1), Hongkong (1:2) und Usbekistan (0:5) zum Einsatz. Auch nahm Iqbalzadeh mit der Mannschaft an der Qualifikation zur U-23-Asienmeisterschaft 2016 teil. Der Abwehrspieler kam dabei in allen vier Spielen zum Einsatz; mit seinem sechsten Spiel gegen Saudi-Arabien (0:0) wurde Iqbalzadeh zum Rekordnationalspieler der U-23-Nationalmannschaft und überholte damit Belal Arezou, der fünf U-23-Länderspiele vorwies.
Sein Debüt bei der A-Nationalmannschaft gab er am 12. November 2015 beim 3:0-Sieg im WM-Qualifikationsspiel gegen Kambodscha. Er wurde in den Kader der Nationalmannschaft für die Südasienmeisterschaft 2015 berufen und kam in zwei Spielen zum Einsatz. Nach der 1:2-Niederlage im Finale gegen Indien wurde man Vize-Südasienmeister.

## Erfolge
- Vize-Südasienmeister: 2015